# Adriana Sklenaříková
Adriana Sklenaříková (Brezno, 17 settembre 1971) è una supermodella e attrice slovacca; nata nel 1971 è stata cecoslovacca fino al 31 dicembre 1992.

## Biografia
Protagonista di numerosi episodi scandalistici nella seconda metà degli anni novanta, in Italia ha fatto la presentatrice televisiva, entrando anche nel cast di Domenica in. Nel 2007 ha recitato come co-protagonista nel film TV Rendez-vous a Parigi, città in cui risiede. Attiva dal 2007 sul fronte per la liberazione del Tibet, ha iniziato a sostenere la causa dei monaci partecipando a numerosi incontri e manifestazioni di livello internazionale.
Divenne presto nota sulle scene internazionali di alta moda a metà degli anni 1990, sfilando per Chantal Thomass, Yves Saint Laurent, Kenzo, Thierry Mugler, Escada, Roberto Cavalli, Lanvin, Les Copains, Paco Rabanne, Nina Ricci, Krizia, Giorgio Armani, Karl Lagerfeld, Claude Montana, Genny. Prende parte a diverse campagne pubblicitarie, tra le quali le più note per Avon, Laura Biagiotti, Victoria's Secret, Wonderbra e Levante. Vanta diverse copertine di riviste come GQ, Esquire, FHM, Maxim, Max.

## Vita privata
Sklenaříková nel 1998 sposò il calciatore Christian Karembeu e divorziò nel 2011. Nel 2014 ha sposato Aram Ohanian, imprenditore armeno con il quale era fidanzata dal 2011; in agosto del 2018 la modella è diventata madre di una bambina chiamata Nina. Nel dicembre 2022 Adriana ha annunciato il suo divorzio dal secondo marito.

## Agenzie
- NEXT Model Management - Parigi
- Premier Model Management
- The Fashion Model Management
- View Management - Spagna
- Action Management

## Filmografia parziale
- Prêt-à-Porter (Pret-a-portèr) (1994)
- Rendez-vous a Parigi (Rendez-vous à Paris), regia di Williams Crépin (2007)
- Asterix alle Olimpiadi (Astérix aux Jeux Olympiques), regia di Frédéric Forestier e Thomas Langmann (2008)